# Čistopol'skij rajon
Il Čistopol'skij rajon (in russo Чистопольский район?, in tataro: Чистай районы) è un municipal'nyj rajon della Repubblica Autonoma del Tatarstan, in Russia. Istituito nel 1930, occupa una superficie di 1 823 chilometri quadrati, conta 74 685 abitanti ed è suddiviso in una città e 23 comuni rurali. Il centro amministrativo è la città di Čistopol'. Il distretto si trova sulla riva sinistra del fiume Kama.